# شهرستان جی‌آگو (اوهایو)
شهرستان جی‌آگو (به انگلیسی: Geauga County) یک منطقهٔ مسکونی در ایالات متحده آمریکا است که در اوهایو واقع شده‌است. شهرستان جی‌آگو ۱٬۰۵۶٫۷۲ کیلومتر مربع مساحت دارد.